# Centrale électrique de Kelenföld
La centrale électrique de Kelenföld (en hongrois : Kelenföldi Erőmű) se trouve dans le 11e arrondissement de Budapest. Mise en service en 1914, elle a cessé de fonctionner en 2007. Elle possède une salle de contrôle, conçue en 1927 par deux architectes hongrois, Kálmán Reichl et Virgil Borbiró. Le vitrail de style Art déco au plafond permet d'éclairer les commandes de manière unidirectionnelle, quelle que soit l'heure de la journée.